# Claeys (Unternehmen)
Claeys war eine Unternehmensgruppe der Familie Claeys in Zedelgem, die um das Jahr 1900 durch Léon Claeys aus der  Schmiede der Familie entwuchs. 

## Geschichte
Der Schmied Alexander Claeys hatte im frühen 19. Jahrhundert in die Familie eingeheiratet und übernahm ihren Handwerksbetrieb, den sein Sohn Louis fortführte. Als um das Jahr 1900 dessen Kinder erwachsen wurden, entstand aus der Schmiede ein Zweiradhersteller und ein Hersteller von Landmaschinen. 
Im Jahr 1896 begann der im Jahr 1879 geborene Léon Claeys, der in Oostkamp zum Fahrradmechaniker ausgebildet wurde, mit der Herstellung von Fahrrädern. Brüder von Léon Claeys führten sie unter der Firma Werkhuizen Gebroeders Claeys und der Marke Flandria fort.
Léon Claeys indessen wandte sich der Herstellung von Dreschmaschinen zu und gründete im Jahr 1906 die Werkhuizen Léon Claeys. Im Jahr 1932 konstruierte sein Sohn Louis den ersten Mähdrescher des Unternehmens, das im Jahr 1933 rund 600 Mitarbeiter hatte. Im Zweiten Weltkrieg war die Fabrik von der deutschen Luftwaffe beschlagnahmt. Im Jahr 1953 folgte der erste keines Zugtiers oder Zugfahrzeugs bedürfende Mähdrescher des Unternehmens. Im Jahr 1958 beteiligte sich New Holland an dem Unternehmen, das seit dem Jahr 1963 unter dem Namen Clayson auftrat. 1964 übernahm sie die Mehrheit der Geschäftsanteile und benannte sie in New Holland N.V. um. Im Jahr 1966 verstarb Léon Claeys. In den frühen 2010er Jahren ist der Betrieb in Zedelgem mit rund 2.000 Arbeitskräften der größte Betrieb in Westflandern.

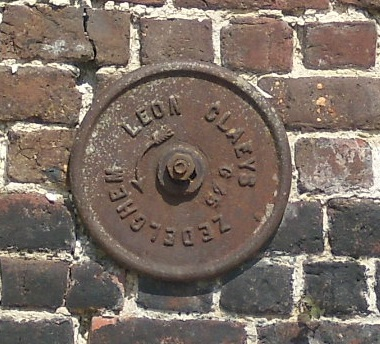
Historischer Maueranker einer Landmaschine von Léon Claeys
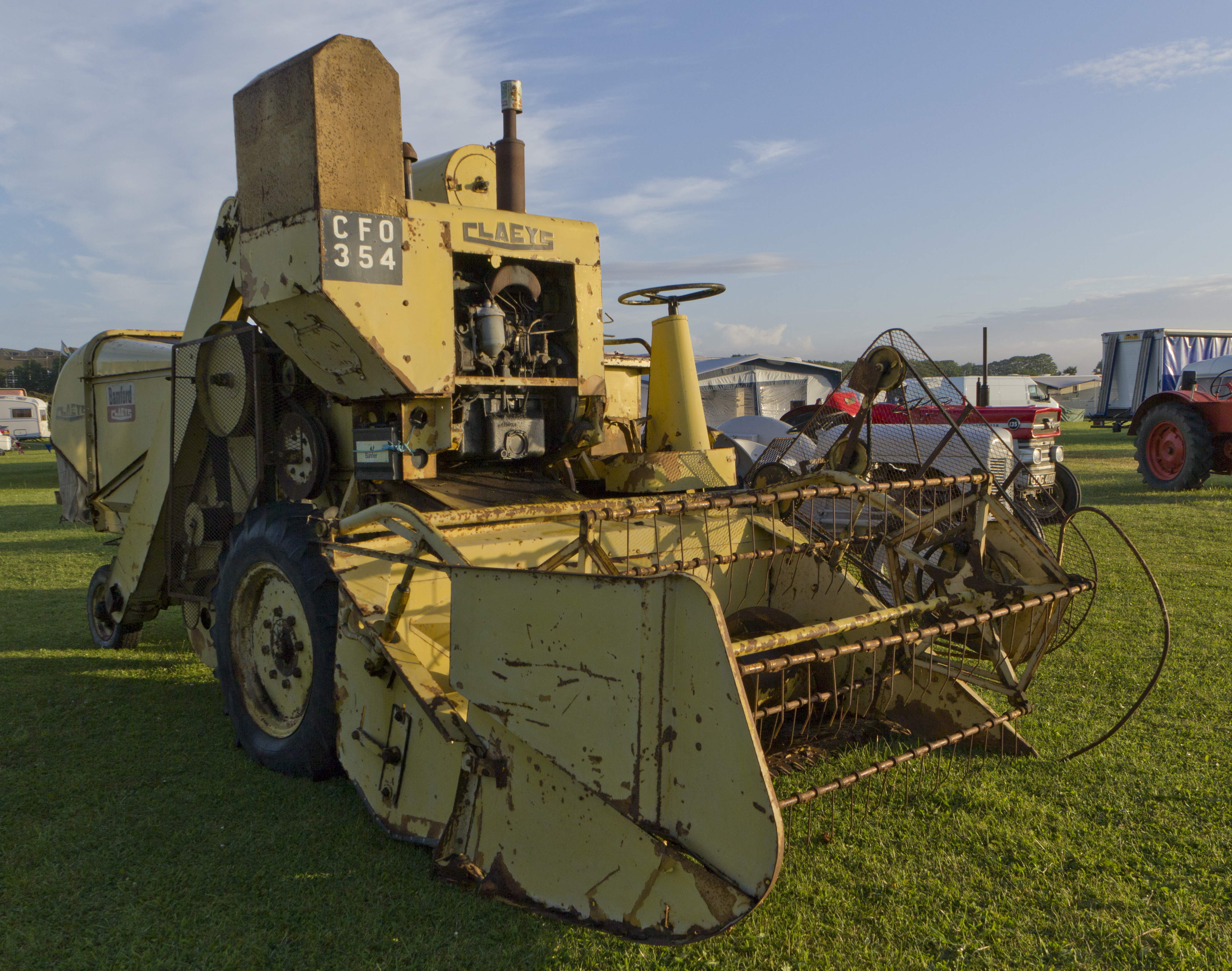
Um das Jahr 1960 gefertigter Mähdrescher von Claeys
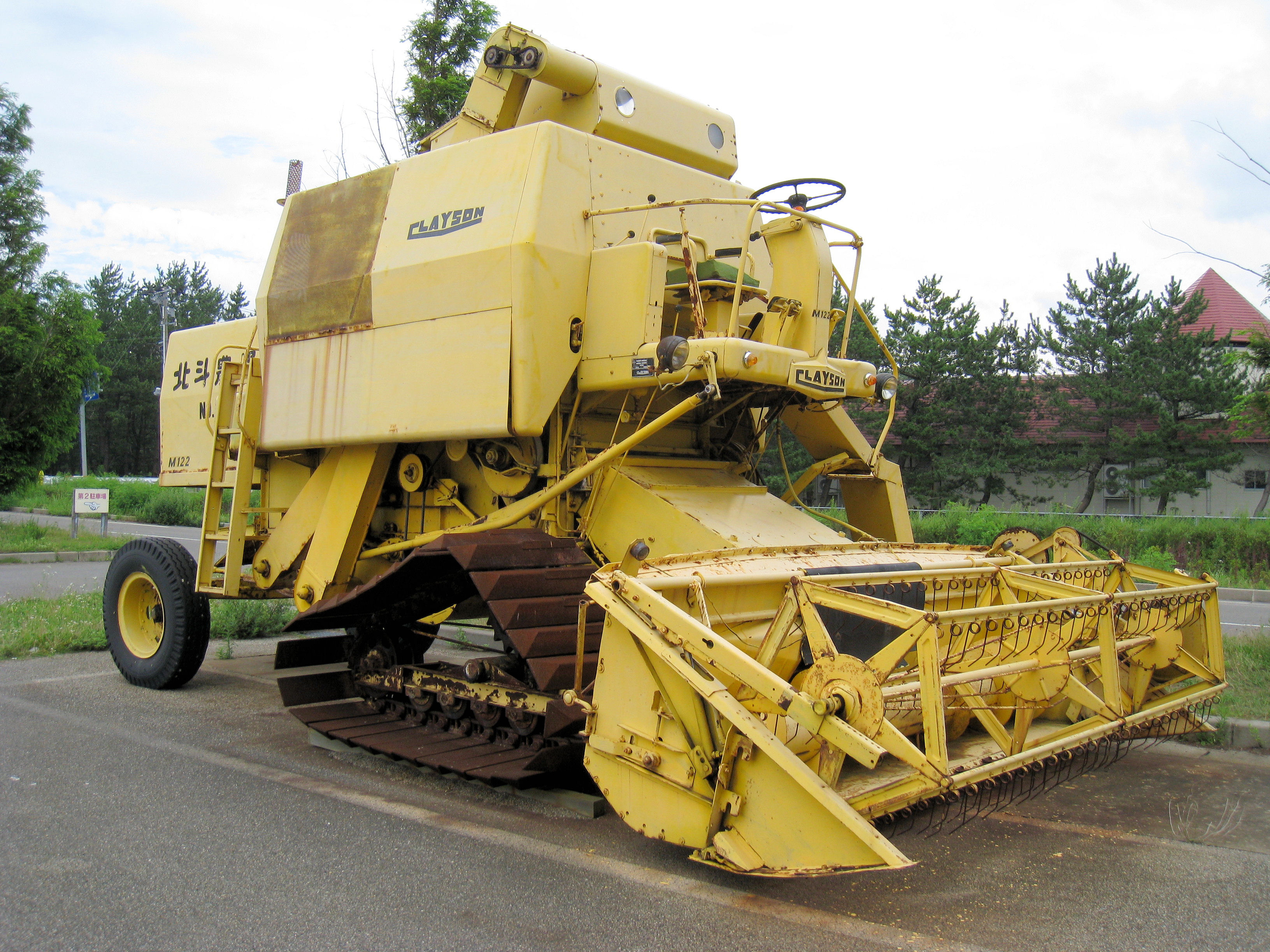
Clayson-Mähdrescher der späten 1960er Jahre als Halbkettenfahrzeug für Reisfelder in Japan